# Casertavecchia
Casertavecchia (Vieux Caserte) est un hameau de Caserte, en Campanie. C'est un village médiéval situé sur le versant du mont Virgo au pied des Monts Tifatini, à une dizaine de kilomètres au nord-est de Caserte et à une altitude d'environ 400 mètres.

## Histoire
La cité romaine s'appelait Casam Hirtam mais, selon le moine bénédictin Erchempert, le village aurait été fondé en 861. Initialement sous domination lombarde, le village est fortifié dès le IXe siècle pour le protéger des incursions des Sarrasins.
En 1062, Casertavecchia passe sous domination normande. C'est à cette époque que le village engage la construction de sa cathédrale, dédiée à l'archange Saint-Michel. Le village passe aux mains des Souabes en 1232. Il est alors contrôlé par Riccardo di Lauro, qui accroit le rayonnement politique de la cité.
Après une brève période de domination angevine, le village passe sous l'autorité des Aragonais en 1442, date qui marque le début de son déclin et le déplacement de l'activité vers la plaine. Progressivement, Casertavecchia n'accueille plus que le siège de l'évêché. Sous les Bourbons, Caserte se développe fortement. En 1842, alors que le pouvoir politique est installé au palais de Caserte, le diocèse est finalement déplacé de Casertavecchia à Caserte.
Le 1er octobre 1860, lors de la bataille du Volturno, les Napolitains font une dernière halte à Casertavecchia. Quatre à cinq cents d'entre eux se rendront à Giuseppe Garibaldi après l'une des batailles décisives de la seconde guerre d'indépendance italienne.
En 1960, Casertavecchia est classée Monument national. De nos jours, le village est pour l'essentiel une destination touristique.

## Lieux et monuments

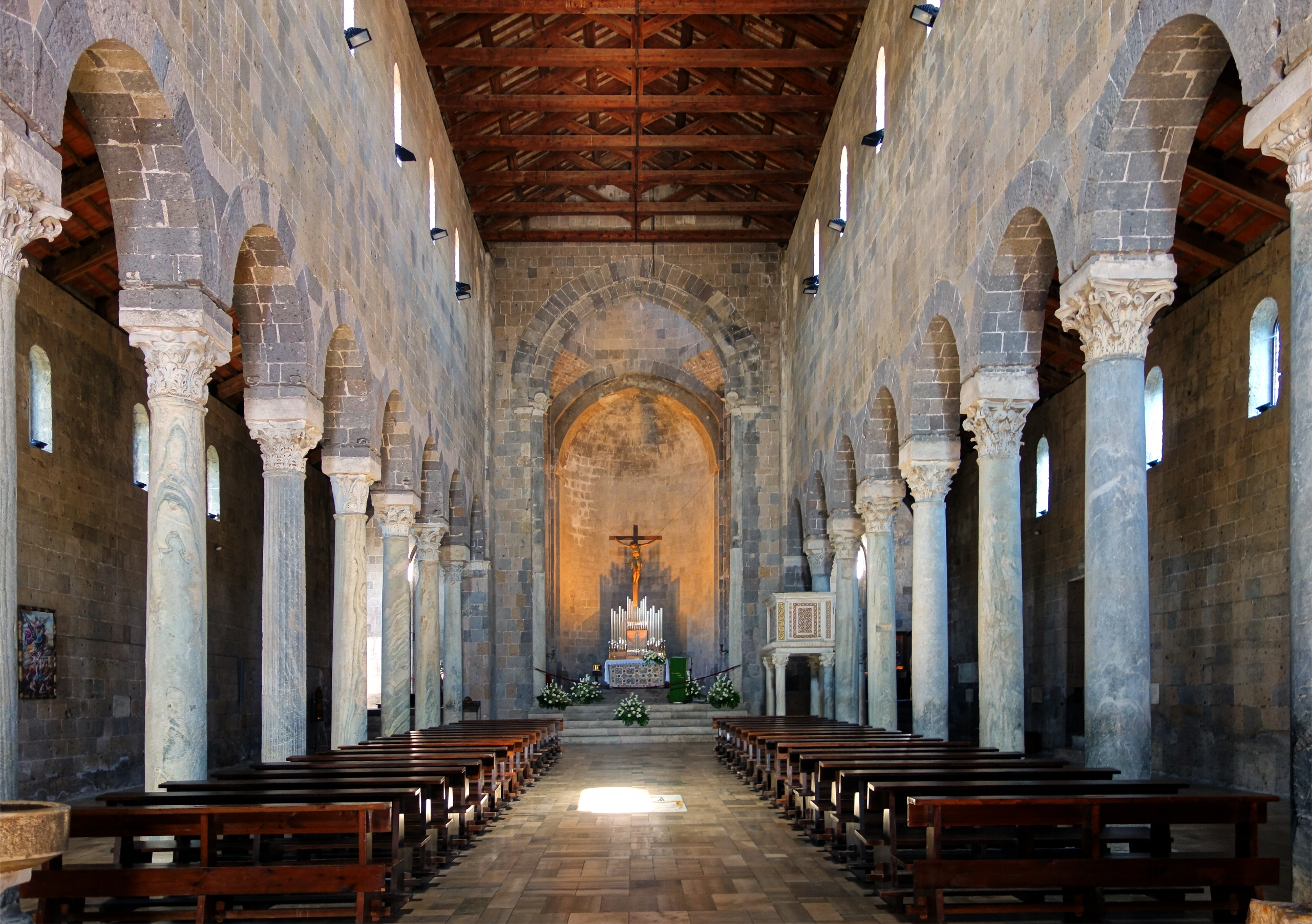
L'intérieur de la cathédrale

- Le Duomo (cathédrale), du XIIe siècle.

La construction de la cathédrale commence sous la direction de l'évêque Rainolf (1110-1129), se poursuit sous celle de l'évêque Nicolas (1129-1137) et s'achève sous celle de l'évêque Jean en 1153. La tour du clocher est construite sous l'autorité de l'évêque André, en 1234, comme le précise une plaque sur le côté gauche de la cathédrale. Haut de 32 mètres, le clocher compte cinq étages et est soutenu par une arche gothique qui laisse le passage à une ruelle.
La cathédrale est surmontée d'un dôme, merveille de l'architecture romane d'inspiration byzantine. Assis sur une base carrée, il commence par un octogone, se poursuit par un polygone à 16 faces, puis à 32 faces.
L'intérieur est remarquablement sobre. Les trois nefs sont séparées par deux rangs de neuf colonnes monolithiques récupérées dans des temples et monuments de la plaine.
- L'église dell'Annunziata, du XVIe siècle.
- La chapelle de san Rocco, du XVIIe siècle.
- Le château médiéval.

## Sources et références
1. ↑  The Battle of the Volturno, The Sydney Morning Herald, 26 décembre 1860, p. 2